# Palacio Salimbeni

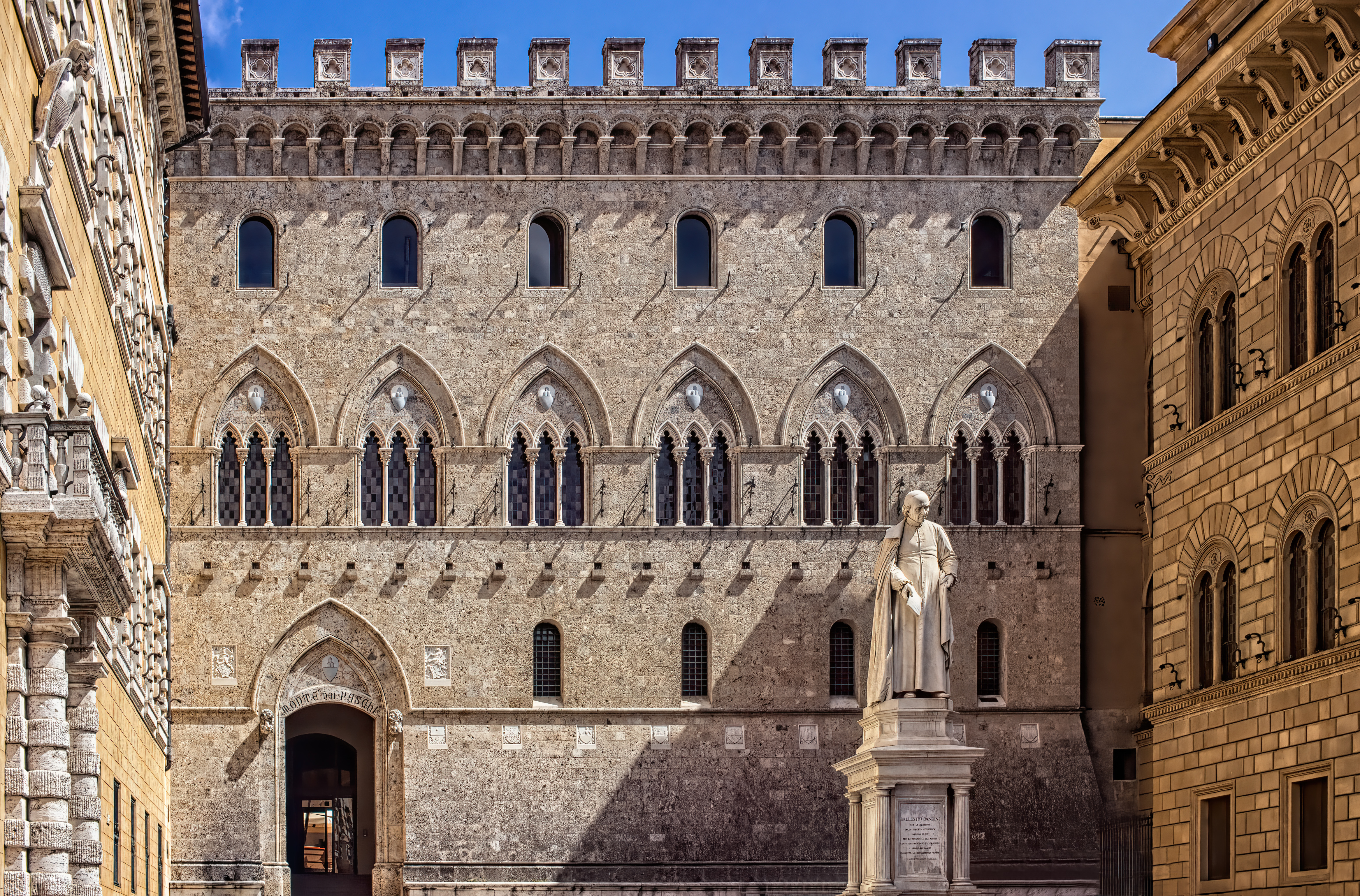
Palazzo Salimbeni.

El Palacio Salimbeni (en italiano Palazzo Salimbeni) es un palacio urbano de estilo gótico situado en la Plaza Salimbeni, junto a la vía Banchi di Sopra en el Terzo di Camollia en la ciudad de Siena, en la Toscana (Italia). El edificio, asociado con una antigua familia comerciante de Siena, en la actualidad alberga las oficinas principales de la Banca Monte dei Paschi di Siena, uno de los bancos más antiguos del mundo. 

## Historia
Fue construido en el siglo XIV, probablemente sobre una estructura preexistente del siglo XII o XIII. En el siglo XIX fue remodelado en estilo neogótico, con detalles que incluían almenas, bandas lombardas debajo de ellas y las triples ventanas ojivales con maineles, inspirados en el Palacio Pubblico de Siena.
Posteriormente fue renovado por el arquitecto Pierluigi Spadolini durante el siglo XX. Está encarado a una plaza con una estatua de la figura del religioso local Sallustio Bandini, de fecha de 1882. A su derecha se alza el Palacio Spannocchi (1470), diseñado por Giuliano da Maiano. En su cercanía se halla el Palacio Tantucci (siglo XVI). Al sur de la vía Banchi di Sopra se encuentran los Palacios Bichi Ruspoli y Tolomei.